# Seychellaltica krishna
Seychellaltica krishna – gatunek chrząszcza z rodziny stonkowatych i plemienia pchełek ziemnych.

## Taksonomia
Gatunek ten opisany został po raz pierwszy w 1931 roku przez Samarendrę Maulika pod nazwą Chaetocnema krishna na łamach „Transactions of the Linnean Society of London”. Jako lokalizację typową wskazano Mahé w archipelagu Seszeli. Epitet gatunkowy pochodzi od Kryszny. W 2002 roku przeniesiony został do nowego rodzaju Seychellaltica przez Maurizia Biondiego na łamach „Italian Journal of Zoology”.

## Morfologia
Chrząszcz o podługowato-owalnym, lekko wysklepionym ciele, o długości 2,3 mm i szerokości 1,1 mm w przypadku lektotypowego samca oraz długości 2,5 mm i szerokości 1,2 mm w przypadku paralektotypowej samicy. Wierzch ciała ma ubarwiony jednolicie brązowo. Czułki cechują się ósmym członem całym żółtawym, nieprzyciemnionym. Pokrywy są szersze niż u S. mahensis, po bokach umiarkowanie zaokrąglone, o nieżeberkowatych międzyrzędach. Przednia para odnóży ma niezmodyfikowane golenie. Stopy u samców mają człon pierwszy mocniej niż u S. praslinensis rozszerzony. Genitalia samca mają smukły, gładki, w widoku brzusznym pośrodku nierozszerzony, opatrzony wąską bruzdą i na szczycie wyposażony w zaokrąglony ząbek środkowy, a w widoku bocznym w nasadowej połowie wąski i prosty, w wierzchołkowej połowie szerszy, lancetowaty i z lekko zafalowanym wierzchołkiem płat środkowy edeagusa. Genitalia samicy mają dużą spermatekę o prawie kulistej części nasadowej oraz nieskręcony, prosty, dość krótki przewód.

## Ekologia i występowanie
Owad ten zasiedla lasy.
Gatunek endemiczny dla wyspy Mahé w grupie wewnętrznej archipelagu Seszeli.